# 通州城

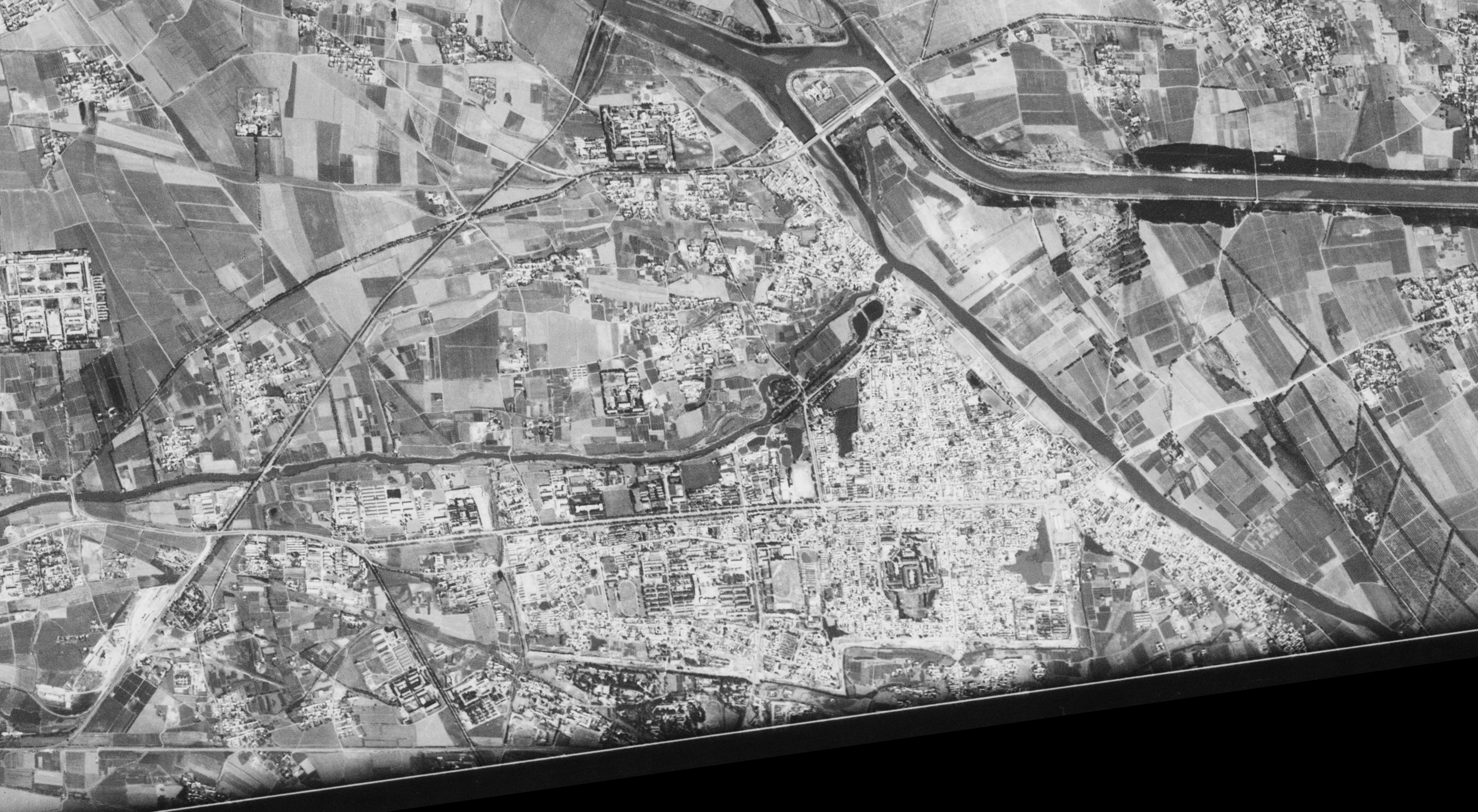
1967年拍摄的通县卫星照片。1951年开始拆除城墙，此时还可以明显看到原通州城轮廓和护城河。

通州城即明清时顺天府通州的州城，由明初洪武元年修建的通州旧城和正统年间修建的通州新城组成:8。中华民国初年，通州改为通县，故称通县城:2。
通州城墙在1950年代拆除。今通州区新华街道西海子西街12号有一段总长约三百余米、残高一至六米的遗迹，根据第三次全国文物普查可知，为通州旧城北城墙遗存:8。

## 历史
金朝时，潞县升格，设通州，潞县为州治。金朝末年，蒙古武将攸哈剌拔都跟随木华黎攻打通州。当代研究者根据蒙古军攻打通州时，需用火炮、云梯等军械，推测此时通州城必建有城墙防护。清朝时在通州“城南一里许”发现唐代莫州长丰县县令李君之墓。墓志记“葬于县之南三里，潞水之右……屹然孤坟长城之东，死生永隔天地不同”。可知唐朝潞县县城、金朝通州州城在今通州区范围内，即大运河西岸地区，大致范围在明清通州城东北部:7。
元朝时，通州是否仍有城，情况不详。通州相关志书称元朝以前，通州无城，“編籬寨為之”。元朝时的通惠河河口不在明清通州城北，而是通州城张家湾高丽庄附近与运河交汇。因此，运河的枢纽地区应是当时通州城南关外及张家湾城地区。今通州清真寺源起元朝，当是回民在通州城南形成聚居区后所建。推测，当时清真寺在元代通州城城南外:7—8。
明朝洪武元年（1368年）閏七月，孫興祖随大將徐達平定通州，督軍士修其城。城池在潞河西，甎甃其外，中實以土，周圍九里十三步，連垛牆高三丈五尺，創始嚴固，屹然為京東巨鎮。四門：東曰「通運」，西曰「朝天」。瓮城城门原向北，萬曆十九年改向南。南曰「迎薰」，北曰「凝翠」。
正統年間，總督糧儲太監李德、鎮守指揮陳信，因通州城西關廂置大運、西南二倉，奏建新城以護之。新城甃以磚石。周圍七里有奇，高三丈五尺，廣二丈有奇，池深二丈，闊八丈，門二：南門，西門，亦各有樓。時屬經始，規制未弘。高止丈餘，視舊城不及其半。正德六年，巡撫李貢增修，加高五尺。
万历十九年，兵科顧九思具題增修。密雲兵備副使王見賓建言，謂通州為畿輔咽喉，新城糧儲重地，非他郡城垣可比。於是大加拆修，連垛牆高三丈五尺，厚丈餘，長一千三百四十丈有奇。南門題曰「望帆雲表」，西門題曰「尺五瞻天」。
萬曆二十二年甲午，戶部郎中金壇于士廉監督倉政，週視兩城隍，並可為池，引通惠河水注之，可通漕舟，以省陸輓之勞。乃上其事於戶部尚書楊、總漕褚以聞於朝，詔如議濬之。始於甲午三月，至丙申三月竣工，長三千三百餘丈，加深二尺許，廣視深四倍之，建閘一橋四，計用銀九千餘兩，磚二十五萬有奇。士廉尋陞山東兵備道，郎中楊初東代之，終其事焉。浚池固以通運，亦以設險也，至舊城。
萬曆三十五年，修缮新城。万历三十七年，知州梅守極、陳隨先後申請重修旧城和新城。崇禎三年，修缮新城。崇禎四年，時督部范景文同通州道張春、總兵楊國棟閱視，謂舊城東北受衝，新城西南臨曬米廠，可容萬馬，更受敵衝。遂各建臺一座，俗呼曰「空心砲臺」。形如扇，自左至右，長十二丈，高三丈七尺，分下中上三層，俱有砲門。倉厫重地，亦設險所必資。
清朝康熙九年，知州甯完福申詳撫院，題請修補通州旧城、新城。康熙十八年（1679年），京师大地震，旧城垣牆坍塌數處，至今東南隅一帶尚未修補，文昌閣左右往來者可通行也。
中华民国二年（1913年）二月，通州改为通县，故称通县城:2。